# Fortuné du Boisgobey

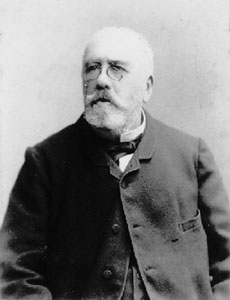
Fortuné du Boisgobey

Fortuné du Boisgobey, eigentlich Fortuné Hippolyte Auguste Castille, (* 11. September 1821 in Granville, Département Manche; † 26. Februar 1891 in Paris) war ein französischer Schriftsteller. 

## Leben
Boisgobey entstammte einer alten wohlhabenden Familie und besuchte das Lycée Saint-Louis. Durch seine Familie ein Parteigänger König Louis-Philippe I., trat er sich während der Julimonarchie in die Armee ein. Er fungierte u. a. als Zahlmeister und kämpfte zwischen 1844 und 1848 unter General Thomas Bugeaud in Algerien gegen Abd el-Kader. 
Anfang 1848 kehrte Boisgobey nach Frankreich zurück und ließ sich in Paris nieder. Er verließ die Armee und konnte sich dank seines familiären Vermögens als freier Schriftsteller niederlassen. Bedingt durch die politisch unruhigen Zeiten (Februarrevolution 1848) konnte er erst 1868 mit seinem Werk „Les deux comédiens“ 1868 den künstlerischen Durchbruch erzielen. 
Auf Grund dieser Veröffentlichung nahm ihn der Verleger Paul Dalloz vom Le petit moniteur für sieben Jahre unter Vertrag. Auf diese Weise wurde Boisgobey zum Redakteur und bald schon zu einem der bekanntesten Feuilletonisten seiner Zeit. Spätestens mit der Veröffentlichung seiner Romane „Une affaire mystérieuse“ und „Le Foçat colonel“ 1869 war er der Bestseller-Autor seiner Zeit. 1877 beauftragte ihn die Tageszeitung Le Figaro mit einer Reihe von Erzählungen und es konnte allein dadurch die Auflage merklich gesteigert werden. 
Schon länger war Boisgobey Mitglied der Société des gens de lettres und 1885 wählte man auch zu deren Präsidenten; Ende 1886 legte er dieses Amt wieder nieder. Mit 69 Jahren starb Boisgobey nach langer Krankheit am 26. Februar 1891 in Paris und fand dort auch seine letzte Ruhestätte.

## Rezeption
Fortuné du Boisgobey gilt als einer der bekanntesten Nachfolger Émile Gaboriaus. Vier Jahre nach dessen Tod veröffentlichte Boisgobey seinen Zyklus „La vieillesse de M. Lecoq“ und übernahm damit Gaboriaus Protagonisten Monsieur Lecoq. Als eine Art Weiterentwicklung Lecoqs gilt Boisgobeys Privatermittler Piedouche aus Paris, der ebenfalls in einigen Romanen agierte. Fortuné du Boisgobeys Romane sind eine gelungene Mischung aus Krimi bzw. Kriminalroman, historischen und Gesellschaftsromanen; ein Schwerpunkt ist dabei sehr oft die Hauptstadt Paris und die dort lebende Gesellschaft. 

## Werke (Auswahl)
- L’affaire Matapan. Dentu, Paris, 1881 (2 Bde.)
- La bande rouge. Dentu, Paris 1886 (2 Bde.).
- Le billet rouge. Boulanger, Paris 1884.
- Le chevalier Casse-Cou. Dentu 1873.

1. Le camélirouge.
2. La chasse aux ancêtres.

- La crime de l'opéra. Nourrit, Paris 1889.

1. La pelisse du pendu.
2. La loge sanglante.

- Le demi-monde sous la terreur. Dentu, Paris 1876.
- L'équipage du diable. Dentu, Paris 1881.
- Les Gredins. Dentu, Paris 1872/73 (2 Bde.).
- La main coupée. Plon, Paris 1880.
- Le mari de la diva. Dentu, Paris 1884.
- La tresse blonde. Dentu, Paris 1875.
- La vieillesse de M. Lecoq. Dentu, Paris 1878.